# Jeniffer Viturino
Jeniffer Corneau Viturino (Río de Janeiro, 13 de mayo de 1993 - Lisboa, 8 de abril de 2011) fue una modelo brasileña que falleció en 2011, a los 17 años. Fue más conocida por su aparición en la portada de la revista portuguesa J y posteriormente conocida por su misteriosa muerte declarada como suicidio.
Nacida en Brasil, Viturino se trasladó a Portugal en 2007 y comenzó a modelar allí. Ganó el concurso de Miss Odivelas en 2009, y aterrizó en la portada de la revista portuguesa J de febrero de 2011 (número 233). Su última actividad como modelo fue una pasarela para una marca de cosméticos.

## Muerte
En la noche del 8 de abril de 2011, Viturino fue encontrada muerta en el Parque de las Naciones, en la freguesia lisboeta de Santa Maria dos Olivais, tras caer desde el piso 15 del edificio donde vivía con su novio Miguel Alves da Silva, un empresario de 31 años conocido por tener varias esposas y ser maltratador con sus novias, según su hermano. Tenía 17 años.
La policía concluyó que se había suicidado, ya que las pruebas recogidas no indicaban la intervención de terceros. Viturino dejó una nota de suicidio en la que pedía perdón a su familia por su acción. La nota incluía algunos mensajes crípticos para su familia, que su madre describió como "muy vagos".